# Interkalarfrist
Interkalarfrist ist die Bezeichnung für die nach der Verleihung von Auszeichnungen (Ehrenzeichen bzw. Berufstiteln) einzuhaltende Mindestfrist, vor deren Ablauf eine weitere (höhere) Auszeichnung nicht verliehen werden soll. Die Frist beträgt in der Regel fünf Jahre.
Siehe auch:
- Interkalarfrüchte